# Campionati del mondo di mezza maratona 2002
I Campionati del mondo di mezza maratona 2002 (11ª edizione) si sono svolti il giorno 5 maggio a Bruxelles, in Belgio. Vi hanno preso parte 201 atleti (di cui 123 uomini e 78 donne) in rappresentanza di 60 nazioni.

## Gara maschile

### Individuale
| Posizione | Atleta                  | Nazionalità | Tempo    |
| --------- | ----------------------- | ----------- | -------- |
| Oro       | Paul Kosgei             | Kenya       | 1h00'39" |
| Argento   | Jaouad Gharib           | Marocco     | 1h00'42" |
| Bronzo    | John Yuda Msuri         | Tanzania    | 1h00'57" |
| 4º        | Yonas Kifle             | Eritrea     | 1h01'05" |
| 5º        | Tesfaye Jifar           | Etiopia     | 1h01'11" |
| 6º        | Shadrack Hoff           | Sudafrica   | 1h01'23" |
| 7º        | Rachid Berradi          | Italia      | 1h01'32" |
| 8º        | Atsushi Sato            | Giappone    | 1h01'37" |
| 9º        | Charles Kamathi         | Kenya       | 1h02'01" |
| 10º       | Paul Kirui              | Kenya       | 1h02'02" |
| 11º       | Julio Rey               | Spagna      | 1h02'10" |
| 12º       | Francisco Javier Cortés | Spagna      | 1h02'13" |
| 13º       | Ambesse Tolosa          | Etiopia     | 1h02'19" |
| 14º       | Marco Mazza             | Italia      | 1h02'21" |
| 15º       | Hendrick Ramaala        | Sudafrica   | 1h02'27" |

### A squadre
| Posizione | Squadra   | Atleti                                        | Tempo    |
| --------- | --------- | --------------------------------------------- | -------- |
| Oro       | Kenya     | Paul Kosgei Charles Kamathi Paul Kirui        | 3h04'42" |
| Argento   | Giappone  | Atsushi Sato Toshihide Kato Kurao Umeki       | 3h07'12" |
| Bronzo    | Etiopia   | Tesfaye Jifar Ambesse Tolosa Worku Bikila     | 3h07'25" |
| 4º        | Sudafrica | Shadrack Hoff Hendrick Ramaala Josia Thugwane | 3h07'29" |
| 5º        | Italia    | Rachid Berradi Marco Mazza Daniele Caimmi     | 3h07'53" |

## Gara femminile

### Individuale
| Posizione | Atleta             | Nazionalità | Tempo    |
| --------- | ------------------ | ----------- | -------- |
| Oro       | Berhane Adere      | Etiopia     | 1h09'06" |
| Argento   | Susan Chepkemei    | Kenya       | 1h09'13" |
| Bronzo    | Jeļena Prokopčuka  | Lettonia    | 1h09'15" |
| 4ª        | Mihaela Botezan    | Romania     | 1h09'24" |
| 5ª        | Pamela Chepchumba  | Kenya       | 1h09'30" |
| 6ª        | Olivera Jevtić     | Jugoslavia  | 1h09'33" |
| 7ª        | Lenah Cheruiyot    | Kenya       | 1h09'39" |
| 8ª        | Marleen Renders    | Belgio      | 1h09'40" |
| 9ª        | Mizuki Noguchi     | Giappone    | 1h09'43" |
| 10ª       | Asmae Leghzaoui    | Marocco     | 1h09'46" |
| 11ª       | Kerryn McCann      | Australia   | 1h09'47" |
| 12ª       | Svetlana Zacharova | Russia      | 1h09'48" |
| 13ª       | Lyudmila Petrova   | Russia      | 1h09'55" |
| 14ª       | Sonia O'Sullivan   | Irlanda     | 1h10'04" |
| 15ª       | Luminiţa Talpoş    | Romania     | 1h10'08" |

### A squadre
| Posizione | Squadra  | Atleti                                             | Tempo    |
| --------- | -------- | -------------------------------------------------- | -------- |
| Oro       | Kenya    | Susan Chepkemei Pamela Chepchumba Lenah Cheruiyot  | 3h28'22" |
| Argento   | Russia   | Svetlana Zacharova Lyudmila Petrova Irina Safarova | 3h30'05" |
| Bronzo    | Etiopia  | Berhane Adere Asha Gigi Leila Aman                 | 3h30'58" |
| 4ª        | Romania  | Mihaela Botezan Luminiţa Talpoş Constantina Diță   | 3h31'06" |
| 5ª        | Giappone | Mizuki Noguchi Mikie Takanaka Kiyomi Ogawa         | 3h32'26" |

## Medagliere
| Posizione | Paese    | Oro | Argento | Bronzo | Totale |
| --------- | -------- | --- | ------- | ------ | ------ |
| 1         | Kenya    | 3   | 1       | 0      | 4      |
| 2         | Etiopia  | 1   | 0       | 2      | 3      |
| 3         | Giappone | 0   | 1       | 0      | 1      |
| 3         | Marocco  | 0   | 1       | 0      | 1      |
| 3         | Russia   | 0   | 1       | 0      | 1      |
| 6         | Lettonia | 0   | 0       | 1      | 1      |
| 6         | Tanzania | 0   | 0       | 1      | 1      |
| Totale    | Totale   | 4   | 4       | 4      | 12     |